# Helena Sá e Costa
Helena Moreira de Sá e Costa, (Porto, 26 de Maio de 1913 – 8 de Janeiro de 2006), foi uma pianista, concertista e professora, condecorada pelo governo português.

## Biografia
Neta de Bernardo Valentim Moreira de Sá (1853–1924), fundador do Conservatório de Música do Porto e do Orpheon Portuense, filha da pianista Leonilda Moreira de Sá e Costa (1882–1964) e do pianista e compositor Luís Ferreira da Costa (1879–1960), concluiu o curso de Piano no Conservatório Nacional de Lisboa com 20 valores, tendo sido aluna de seus pais e de Mestre Vianna da Motta. 
Obteve o prémio Beethoven e o da Emissora Nacional em 1943. Estudou ainda com Alfred Cortot e Edwin Fischer, com o qual emparceirou em 40 concertos nas principais cidades da Europa, tocando os concertos a 2, 3 e 4 pianos de J. S. Bach.
A sua actividade de concertista levou-a inúmeras vezes a Espanha, França, Inglaterra, Alemanha, Áustria, Bélgica, Holanda, Luxemburgo, Suíça, Hungria, Itália, Estados Unidos da América, Canadá, Brasil, Angola e Moçambique. Colaborou com todos os chefes de orquestra portugueses e com outros de grande nomeada, como os maestros Ernest Ansermet, Igor Markevitch, Paul Kletzki, Hans Swarowky, etc.
De entre os artistas com quem colaborou em concerto destacam-se Pierre Fournier, Maurice Gendron, Sandor Végh, Arthur Grumiaux, Janos Starker, L. Hoelscher, Ruggiero Ricci, Teresa Stich-Randall, Rita Gorr, Zara Nelsova, etc.
Com a sua irmã, a violoncelista Madalena Moreira de Sá e Costa (1915-2022), formou um duo de notável projecção. Ainda com a sua irmã e com o violinista Henri Mouton formou o “Trio Portugália” a quem o País deve a audição de um grande reportório musical.
Professora dos Conservatórios de Lisboa e Porto, a sua acção pedagógica tem um relevo especial, aliás reconhecido internacionalmente através de convites para a regência de cursos, entre outros, em Cascais, Espinho, Estoril, Salzburgo (Áustria), Gunsbach (Centro Albert Schweitzer, na Alsácia, França), Suíça, Itália, Inglaterra, Alemanha, Canadá e Estados Unidos da América.
Alunos seus destacam-se no corpo docente de praticamente todos os Conservatórios portugueses e ainda no Brasil, Alemanha, Espanha, Suíça, Austria, etc.
Grande parte dos pianistas actualmente activos no País dela receberam os ensinamentos. Pianistas de países como o Japão, Estados Unidos, Canadá, Brasil, Espanha, procuraram-na para receberem as suas lições.
O seu nome contou-se entre os dos virtuosos participantes em famosos festivais, como os de Estrasburgo, Wiesbaden, Haarlem, Prades, Gulbenkian, Maiorca, Costa do Sol, Sintra, Espinho, Costa Verde, etc.
O seu prestígio incluiu-a em júris de concursos internacionais como os de Berlim, Berna, Vianna da Motta, Palma de Maiorca, Canadá, Maria Callas (Atenas), Luís Costa (Porto) e nacionais, como os da Covilhã, Juventude Musical, João Arroyo, etc.
De entre a sua discografia sobressai a gravação integral do 1º caderno do “Cravo Bem Temperado” de J. S. Bach; e ainda “Concerto nº 4” de Beethoven e “J. S. Bach Live Recording” (Porto 2001), nomeadamente.
Na Escola Superior de Música, do Instituto Politécnico do Porto, foi Presidente da Comissão Instaladora e Presidente do Conselho Científico.

## Reconhecimento e Prémios
Foi agraciada com os prémios Moreira de Sá (1939) e Beethoven instituído por Vianna da Motta (1937).
O Estado Português distinguiu-a com: o Grau de Comendador da Ordem Militar de Sant'Iago da Espada no dia 30 de junho de 1982 e o Grau de Grande-Oficial da Ordem Militar de Sant'Iago da Espada, em 9 de junho de 2001.
Foi também galardoada com as medalhas de Mérito da Cidade do Porto em 1983, da Secretaria de Estado da Cultura em 1989 e o Prémio Almada em 2000.
A Escola Superior de Música e Artes do Espetáculo deu o seu nome ao teatro que foi construído de raíz no seu pátio interior. 
Em 2019, foi homenageada na sétima edição da Maratona de Teclistas da Casa da Música na qual participaram 770 pianistas. 

## Gravações
A sua discografia é composta por: 
Solo
- "7 Estudos, Op. 18" de Fernando Corrêa de Oliveira - LP Parnaso, 962-B (1962)
- "Variações, Op. 10" de Fernando Corrêa de Oliveira - LP Parnaso, 962-B (1962)
- "O Príncipe do Cavalo Branco, Op. 6" de Fernando Corrêa de Oliveira - LP Parnaso, 962-C (1962)
- "50 Peças para os 5 Dedos, Op. 7" de Fernando Corrêa de Oliveira - EP Parnaso, 965-E (1965)
- "O Cravo bem temperado" (1º Caderno) de J.S.Bach - 2 LP - HMV - Anos 60

Trio Portugália
- "Trio, Op. 17" de Fernando Corrêa de Oliveira - LP Parnaso, 962-B (1962)

Concertos
- "Concertino para Piano" de Fernando Lopes-Graça - Portugalsom/Strauss, SP 4129 (1984/1997)
- "Concerto Nº 4 em Sol Maior Op. 58" de Ludwig van Beethoven - Portugalsom/Strauss, SP 4238 (1999)
- "Concerto em Si Bemol" de Armando José Fernandes - Portugalsom/Strauss, SP 4238 (1999)